# Thalictrum spurium
Thalictrum spurium är en ranunkelväxtart som beskrevs av Timeroy och Claude Thomas Alexis Jordan. Thalictrum spurium ingår i släktet rutor, och familjen ranunkelväxter. Inga underarter finns listade i Catalogue of Life.